# 이산면
이산면(伊山面)은 대한민국 경상북도 영주시의 면이다. 넓이는 55.3km2이고, 인구는 2015년 말 기준으로 2,860명이다.

## 연혁
- 조선시대 : 조선중기 영천군 산이리, 어화곡리, 말암리 임지리로 구성
- 1906년 1월 19일 : 임지면이 봉화군으로 편입
- 1914년 4월 1일 : 부령 제111호 부군면 통폐합으로 산이면, 어화면, 말암면 3개 면이 병합되어 영주군 이산면이 됨
- 1973년 7월 1일 : 대통령령 제6542호로 행정구역 개편에 따라 봉화군 상운면 두월리, 내림리를 편입
- 1980년 4월 1일 : 법률제3188호 영주읍이 시로 승격됨에 따라 조암리가 영주시로 편입
- 1983년 2월 15일 : 행정구역 변경으로 원리 일부가 영주시로 편입
- 1995년 1월 1일 : 법률제4774호로 영주시와 영풍군이 통합되어 영주시 이산면으로 개칭

## 행정 구역
| 법정리 | 행정리                    | 비고                  |
| ------ | ------------------------- | --------------------- |
| 내림리 | 내림1리, 내림2리          |                       |
| 두월리 | 두월1리, 두월2리          |                       |
| 석포리 | 석포1리, 석포2리          |                       |
| 신암리 | 신암1리, 신암2리, 신암3리 |                       |
| 신천리 | 신천1리, 신천2리          |                       |
| 용상리 | 용상1리, 용상2리          |                       |
| 운문리 | 운문1리, 운문2리          |                       |
| 원리   | 원리                      | 면행정복지센터 소재지 |
| 지동리 | 지동1리, 지동2리, 지동3리 |                       |

## 교육
- 이산초등학교 (석포리)
- 백룡초등학교 (폐교) - 이산면 영봉로 493 (용상리)